# 浅見緑蔵
浅見 緑蔵（あさみ ろくぞう、1908年8月20日 - 1984年6月19日）は、東京都出身のプロゴルファー。

## 来歴
生家近くにあった東京ゴルフ倶楽部駒沢コースでキャディをしながらゴルフを覚え、キャディマスターをしていた安田幸吉の弟子となる。程ヶ谷カントリー倶楽部が発足すると移籍し、アメリカ留学から帰った赤星六郎の指導を受けて同倶楽部最初の所属プロとなった。
1927年の第1回日本オープンではアマチュアの赤星に及ばず2位であったが、大健闘で一躍浅見の名を轟かせた。1928年の第2回では19歳9ヶ月の若さで初優勝、同年11月の日本プロでは20歳3ヶ月で師匠の安田と関西の宮本留吉を抑えて優勝。両大会の最年少優勝記録は現在も浅見が保持している。2年間の兵役から復帰した1931年には日本オープン、日本プロ、関東プロと当時の公式競技をすべて制して実力を見せつけた。日本オープンは2位の宮本に4打差の281ストロークで優勝し、日本プロでは陳清水（ 中華民国）を5-3という大差で優勝する活躍ぶりを見せた。身長174cmと当時のプロ界では抜群の長身で、その弾力ある身体から繰り出すショットは、天才的と言われた。浅見の天才的なゴルフと恵まれた体格が、アメリカでも通用するのではないかという期待感から、日本ゴルフ協会が派遣を決めたと言われている。宮本、安田、アマチュアの佐藤儀一と共に西海岸を転戦するウインターサーキットに参戦し、12月のサンフランシスコマッチプレー選手権から1月のアガ・クリヤンテオープンまで6戦に出場。サンフランシスコマッチプレーでベスト16、パサディナ・オープンとサンタモニカ・オープンでは決勝ラウンド進出も果たす。派遣費用は程ヶ谷CCが負担し、東海丸で13日間の船旅は船酔いに苦しんだが、到着したアメリカはお祭り騒ぎであった。「日本からプロがやってきたぞ」とカリフォルニア州プロゴルフ会長、トッププロが出迎え、その足で市庁舎に向かい市長と会見。新聞も連日書き立て、浅見がボビー・ジョーンズを崇拝していると知ると、「ボブ浅見」の愛称が早速ついた。1939年にはフィリピンオープンでノーマン・フォン・ニダ（ オーストラリア）の2位、1940年の同大会ではジャグ・マックスペイドン（ アメリカ合衆国）、エメリー・ジンメルマン（アメリカ）、宮本、戸田藤一郎に次ぐ4位に入る。
戦後の1957年には日本プロゴルフ協会設立に尽力し、1963年からは同協会の第2代理事長（現在の会長職）を務めてプロゴルフ界の発展に寄与。1970年には茨城県水戸市に近い東茨城郡内原町杉崎地にある山野共有地100町歩（約30万坪）がゴルフ場適地で購入可能という情報をもとに、浅見を中心に、久富篤之輔（太平土木社長）、平山富之助（サンデーゴルフ社長）3人が計画に乗り出した。地元出身であった平山によって、同年11月に浅見カントリー倶楽部が設立され、社長に就任。現地は、海抜80m、高低差30m弱の松と雑木の緩やかな丘陵地であった。敷地内には武具池を中心に湿地帯が広がり、12の小さな池が点在、戦略的なゴルフ場造りには最適に見えたが、100町歩に100人いる地主が、海外を含め全国に散在していたためにまとめるのに苦労、着工は2年後の1972年秋であった。ゴルフ場の設計も浅見自らが行い、工事中はアイアンを1本持って長靴を履き、現場を歩き回っていた。コース用地の土質は粘土、雨が降るとたちまちぬかるみ、日照りではひび割れ、開場してからも3年間は改修、手直しで暇がなく、ゴルフ場にはいつも浅見の姿があったことから「浅見土木」などと言われた。1974年9月に27ホールで本開場し、浅見は「昭和46年に着工し、足かせ4年の歳月と32億円の総工費をかけ誇りある名門ゴルフ場と確信しています」と語った。自信作であったゆえに「自分のゴルフ場でビッグトーナメントを」と思い入れが強く、1979年に日本プロを開催、願いが叶った。
1984年6月19日死去。75歳没。
長男の浅見勝一もプロゴルファーとなり、後に日本プロゴルフ協会会長を務めた。
2012年には宮本、戸田藤一郎、中村寅吉、小野光一、小針春芳、林由郎と共に第1回日本プロゴルフ殿堂入りメンバーとなる 。

## 主な優勝
- 1928年 - 日本オープン、日本プロ
- 1931年 - 日本オープン、日本プロ、関東プロ
- 1936年 - 関東プロ